# René Semelaigne
René Semelaigne est un psychiatre français, né le 12 décembre 1855 à Neuilly-sur-Seine et mort le 16 novembre 1934.

## Biographie
René Semelaigne est un psychiatre et biographe français né à Neuilly-sur-Seine. Il était le fils du psychiatre Armand Semelaigne (1820–1898) et un arrière-petit-neveu du psychiatre Philippe Pinel (1745-1826).
Il a été interne des hôpitaux de Paris puis président de la Société médico-psychologique, de la Société clinique de médecine mentale, de la Société de psychiatrie et du Congrès des médecins aliénistes et neurologistes.
Comme psychiatre, il a été le directeur de la Maison de santé de la Folie Saint-James à Neuilly-sur-Seine. Il est connu pour ses études historiques sur la psychiatrie, étant en particulier l'auteur de trois ouvrages importants sur le sujet.

## Publications
- Études historiques sur l'aliénation mentale dans l'Antiquité, Paris, P. Asselin, 1869.
- Du sommeil pathologique chez les aliénés, Paris, 1885.
- Yves d'Évreux, ou essai de colonisation au Brésil chez les Tapinambos de 1612 à 1614, Paris, Librairie des Bibliophiles, 1887.
- Philippe Pinel et son œuvre au point de vue de la médecine mentale, 1888.
- Du restraint et du non-restraint en Angleterre, 1890.
- De la Législation sur les aliénés dans les Îles Britanniques, 1892.
- Les grands aliénistes français, 1894. - Biographies de Philippe Pinel, Jean-Étienne Esquirol, Guillaume Ferrus, Jean-Pierre Falret, Félix Voisin et Étienne-Jean Georget[3].
- Aliénistes et philanthropes: les Pinel et les Tuke, 1912.
- Divorce et aliénation mentale, Paris, Jouve, 1919.
- Philippe Pinel (1745-1826), 1927.
- Physionomie des aliénés, 1930.
- Les pionniers de la psychiatrie française avant et après Pinel - Volume 1, Paris, JB Bailliere, 1930 et Volume 2, 1932[4].
- Philippe Pinel et son œuvre, 2001.